# Bossou Bangou
Bossou Bangou (auch: Bossaye Bongou, Bossébangou, Bossey Bangou, Bossey Bongou) ist ein Dorf in der Landgemeinde Anzourou in Niger.

## Geographie
Das von einem traditionellen Ortsvorsteher (chef traditionnel) geleitete Dorf befindet sich rund drei Kilometer südöstlich des Hauptorts Sarakoira der Landgemeinde Anzourou, die zum Departement Tillabéri in der gleichnamigen Region Tillabéri gehört. Zu weiteren Siedlungen in der Umgebung von Bossou Bangou zählen Molia im Norden, Sangara im Nordosten, Kofouno im Osten sowie Doukou Saraou und Doukou Makani im Südosten.
Es herrscht das Klima der Sahelzone vor, mit einer durchschnittlichen jährlichen Niederschlagsmenge zwischen 300 und 400 mm.

## Geschichte
Von 2017 bis 2019 kam es in Niger zu einem signifikanten Anstieg von Angriffen auf Schulen durch Boko Haram, ISGS und weitere islamistische Terrorgruppierungen. In Bossou Bangou wurden am 27. Oktober 2018 drei Klassenräume einschließlich Einrichtung und Ausstattung von bewaffneten Angreifern niedergebrannt. Die Schule blieb danach für mindestens drei Wochen geschlossen. Bewaffnete Terroristen griffen am 22. Mai 2024 erneut das Dorf an. Sie brannten das Gesundheitszentrum nieder und töteten mindestens acht Zivilisten. Am selben Tag kam es auch im Dorf Tabla zu einem Terrorangriff mit Todesopfern.

## Bevölkerung
Bei der Volkszählung 2012 hatte Bossou Bangou 1618 Einwohner, die in 216 Haushalten lebten. Bei der Volkszählung 2001 betrug die Einwohnerzahl 1440 in 194 Haushalten und bei der Volkszählung 1988 belief sich die Einwohnerzahl auf 999 in 136 Haushalten.

## Wirtschaft und Infrastruktur
Mit einem Centre de Santé Intégré (CSI) ist ein Gesundheitszentrum im Ort vorhanden. Es gibt eine Schule.